# Rikki Rockett
Richard Allan Ream, ook bekend als Rikki Rockett (Mechanicsburg (Pennsylvania), 8 augustus 1961) is de drummer en mede-oprichter van de Amerikaanse glam-metalband Poison.

## Jeugdjaren
Rockett was de jongste van twee kinderen van Norman en Margaret Ream. Hij liep school in de Cedar Cliff High School in Camp Hill. Voordat hij samen met Bret Michaels de band Poison oprichtte, was hij al aan de slag geweest als kapper, redder, bordenwasser, lid van een medisch hulpteam en kostuumverkoper.

## Muziekcarrière

### Poison
Voor het hoofdartikel: zie Poison.
Rockett heeft altijd al deel uitgemaakt van Poisons' succes. De tatoeage die verscheen op het album Flesh & Blood was een foto van Rocketts rechterschouder. Hij liet speciaal voor dit album "Flesh & Blood" bij het al gecreëerde Poison zetten. De originele cover toont nog het bloed dat uit de tatoeage vloeit, hoewel dat snel verwijderd werd na de release.
Eind 1993 raakte hij verwikkeld in een conflict met de toenmalige gitarist Richie Kotzen, toen hij erop uitkwam dat hij een relatie begonnen was met zijn verloofde, Deanne Eve. Kotzen kreeg uiteindelijk zijn ontslag door dit incident.

### Soloprojecten
Na bijna twintig jaar met Poison opgetreden te hebben, bracht Rocket op 7 januari 2003 zijn eerste soloalbum uit, Glitter 4 Your Soul, dat online verdeeld werd. Het was een ode aan de glamrock van de jaren 70. Hij werkte ook mee aan het album Bite Down Hard van Britny Fox.
In april 2006 maakte Rockett een gastoptreden in de TLC's nieuwe serie "Wrecks to Riches", waarin autowrakken onder handen werden genomen. Hij hielp een Dodge Dart te herstellen, en bracht daarna Poisons nieuwe versie van "We're an American Band".
Op 26 april 2007 kondigde Rockett de oprichting van "Rockett Drum Work Inc" aan, een bedrijf waar drums gefabriceerd worden, en gespecialiseerd in het maken van sterk aangepaste drumstellen, kleine troms en accessoires. Rockett, een voormalige partner in de Chop Shop Custom Drum Company, brak de band met zijn voorzitter Brian Cocivera, wegens "een verschillende bedrijfsfilosofie".
Rocket is ook een bekende veganist, dierenrechtenactivist en eigenaar van de bruine gordel in de [[Braziliaans Jiu-Jitsu]].

## Privéleven
Rockett is sinds 2008 gehuwd en heeft met zijn echtgenote een zoon en een dochter.